# Mar de Tasman
(en) Tasman Sea

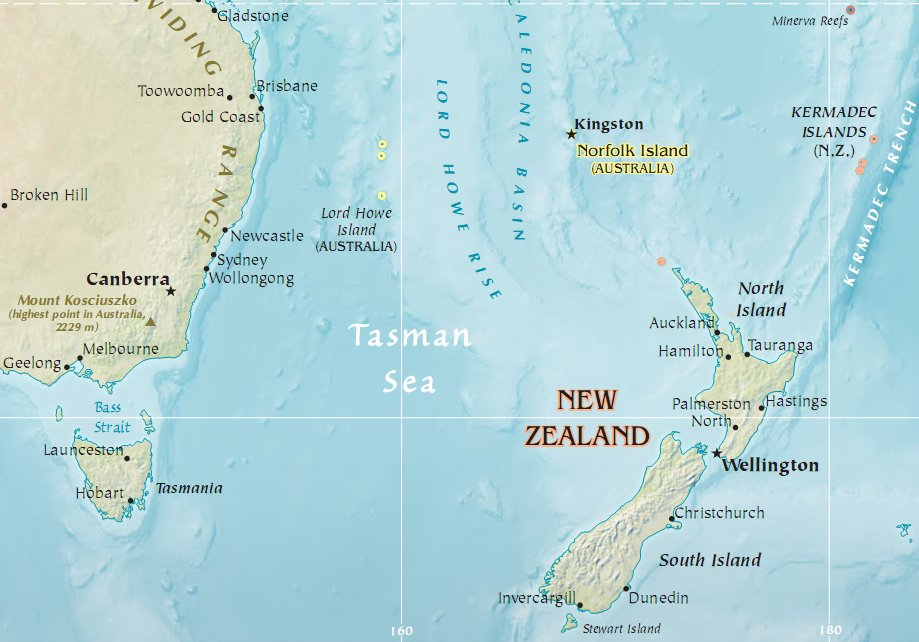
Mar de Tasman.

O mar de Tasman (por vezes chamado mar de Tasmânia) é formado por uma região do Oceano Pacífico localizada entre a Austrália e a Nova Zelândia. Com cerca de 2000 km de comprimento, recebeu o nome em honra do explorador Abel Tasman.
O mar de Tasman não tem muitas ilhas. As principais são:
- Tasmânia e adjacentes
- Ilha de Lord Howe e adjacentes
- Pirâmide de Ball (um ilhéu desabitado)
- Ilha Norfolk